# Frente Alemán del Trabajo

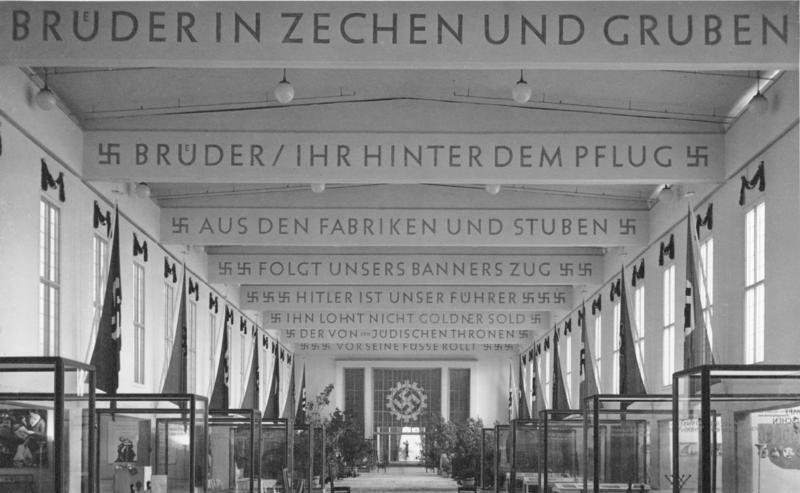
Exposición nacionalsocialista organizada por el DAF (1938).

El Frente Alemán del Trabajo (en alemán: Deutsche Arbeitsfront, abreviado DAF) fue la organización sindical nacionalsocialista que existió en Alemania durante el período nazi y la Segunda Guerra Mundial.
El DAF fue creado después de que los sindicatos alemanes fueran suprimidos en mayo de 1933 por el Partido nazi, después de que Hitler subiera al poder. Estuvo presidido por el jerarca nazi Robert Ley y reunía en su seno tanto a trabajadores como a empresarios, aunque prescindiendo de la lucha entre clases esgrimida por las organizaciones izquierdistas. A pesar de su discurso sindicalista, el poder real del DAF fue limitado y su influencia se limitó a determinados ámbitos más relacionados con la propaganda, como la organización de actos culturales y deportivos. Llegó a contar con 25 millones de afiliados e influencia dentro del entramado estatal.
Las cotizaciones que percibía la organización acabaron fomentando la corrupción entre sus cuadros, convirtiéndose desde el comienzo en una de las principales características de la organización. Así pues, desde la figura de Robert Ley hasta los jefes menores, todos los empleados del DAF acababan siendo sobornados por las empresas alemanas a cambio de un trato preferencial en la concesión de contratos.

## Historia

### Creación y primeros años
Tras la toma del poder por parte los nazis en enero de 1933, las organizaciones sindicales alemanas quedaron en una situación muy difícil y su libertad de acción quedó coartada, aunque inicialmente no fueron disueltos ni prohibidos. Sin embargo, el Partido nazi vio la necesidad de llenar el hueco dejado en el ámbito laboral. El 1 de mayo Hitler dio un discurso en que hablaba de la creación de un "Frente del Trabajo" con la intención de superar la lucha de clases mediante una organización que creara las condiciones para un mejor entendimiento entre clases (Stände) y el establecimiento último de un Estado comunitario de trabajadores. Aprovechando el clima creado por este discurso en una fecha tan significativa, a la mañana siguiente las autoridades nazis clausuraron los locales de las organizaciones sindicales del SPD y KPD.
El 10 de mayo de 1933 en Berlín, en presencia de todo el Gobierno y los dirigentes nazis, se celebró el primer congreso del Deutsche Arbeitsfront (DAF) bajo el patrocinio de Hitler, que establece las condiciones para que varias organizaciones se fusionen para formar DAF. La agrupación de sindicatos había sido disuelta el 2 de mayo, y tras esto se estructuraron dos nuevas organizaciones sindicales: la Asociación General de los trabajadores alemanes, dirigida por Walter Schuhmann (a la postre, jefe del NSBO) y la Asociación General de los empresarios alemanes, dirigida por Albert Forster (Gauleiter de Danzig). Ambas organizaciones acabaron constituyendo la base fundacional del DAF, incluso con la participación o membresía de algunos importantes empresarios alemanes como Gustav Krupp von Bohlen y Halbach, que animó a otros empresarios a unirse al DAF.

### Un nuevo organismo del régimen
No obstante, las rencillas no tardaron mucho tiempo en aparecer. A mediados de mayo de 1933 los funcionarios del NSBO trataron de ejercer sus nuevos poderes en las fábricas, pero tras las protestas del Reichsminister Hjalmar Schacht, los grandes empresarios y muchos funcionarios de alto rango del Ministerio de economía, los líderes del NSBO fueron llamados al orden por el propio Hitler.
En el ámbito interno, a partir de noviembre de ese año la organización del DAF es reestructurada según el modelo del Führerprinzip: todo el poder queda concentrado en las manos de Robert Ley y sus colaboradores más próximos, a pesar de las protestas o la oposición de algunos sectores sindicales de base. Por esas mismas fechas, Ley intentó dotar al DAF de un estatuto claramente definidido, que le que permitiera poder legalizar la incautación de propiedades de otros sindicatos que se había realizado en mayo, aunque también perseguía como fin último el establecimiento de un Estado corporativista; esta orientación chocó rápidamente con los sectores más conservadores del ámbito económico y tras una fuerte presión, la idea finalmente tuvo que ser abandonada. A partir de 1934 el DAF funcionó como un organismo estatal, ejerciendo como correa de transmisión de las políticas nazi y según la base ideológica oficial representada por el Volksgemeinschaft. Robert Ley tuvo incluso que firmar un acuerdo con los ministros de economía y trabajo por el renunciaba a que el DAF tuviera papel alguno en la política social y/o salarial del régimen nazi.
Durante los años 1930 una de las medidas más famosas del DAF fue el establecimiento de la organización Kraft durch Freude (traducible como "Fuerza a través de la Alegría"); este organismo estatal estuvo encargado de la organización de un buen número actividades de ocio para los trabajadores alemanes. Esto incluía viajes exposiciones y eventos culturales, encuentros deportivos e incluso viajes por crucero, con buques expresamente construidos para la organización como el famoso Wilhelm Gustloff.
Por el contrario, la organización no tardó mucho tiempo en verse afectada por la corrupción, ya que muchos de sus miembros o bien recibían sobornos por parte de las empresas alemanas, o bien utilizaban los fondos de la organización para gastos personales. La centralización del poder del DAF en Robert Ley y en sus colaboradores contribuyó a agrandar este problema, ya que precisamente eran ellos quienes estaban a cargo de los fondos de la organización. A la larga, esto incrementó su impopularidad.

### Papel durante la Guerra
Tras el comienzo de la Segunda Guerra Mundial su influencia real en el mundo laboral disminuyó aún más, hasta convertirse en un mero elemento decorativo, ya que la cada vez mayor militarización de la vida alemana acabó derivando en el control de la dirección de la economía alemana. En noviembre de 1941, en plena ofensiva alemana en la Unión Soviética, el DAF presenta un proyecto de asentamientos en el este de Europa. Propone un plan a largo plazo: estima que en un proceso que dure alrededor de cien años se producirá una total germanización de la Rusia europea.

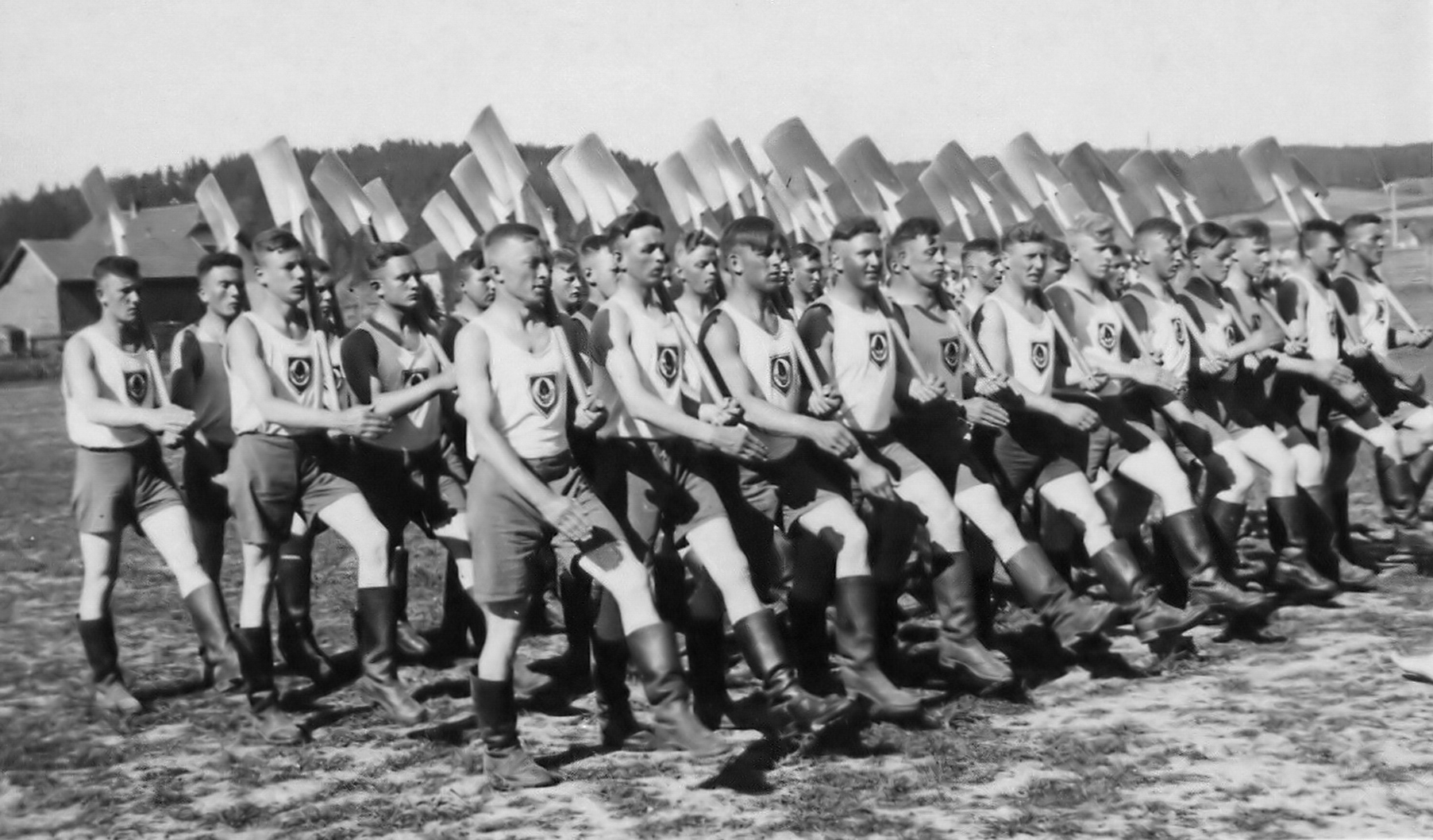
Formación de operarios del Reichsarbeitsdienst, hacia 1940.

Durante la guerra el principal papel que jugó el Frente Alemán del Trabajo fue a través del Reichsarbeitsdienst (RAD) o "Servicio Alemán de Trabajo", que se convirtió en un organismo auxiliar Wehrmacht. El RAD había sido creado en 1935 y tuvo un importante papel en la construcción de las Autobahnen durante los años 1930, pero a partir de 1938 también en la construcción de instalaciones militares como aeródromos, refugios antiaéreos y fortificaciones como la Línea Sigfrido y la Muralla del Atlántico, muchas veces en cooperación o bajo la dirección de la Organización Todt. El año 1938 fue un punto de inflexión, ya que a partir de esa fecha la RAD formó batallones auxiliares de construcción para la Wehrmacht y empezó a jugar un mayor papel en el ámbito militar.

### Desaparición
A medida que avanza la contienda, se redujo la ya de por sí escasa influencia del DAF. Impopular entre los trabajadores y empresarios a los que se suponía que debía representar, el DAF dejó de existir durante las últimas semanas de la contienda (abril-mayo de 1945).
Tras la contienda en la Alemania occidental se reconstruyó el movimiento sindical en torno a la estructura de la Federación Alemana de Sindicatos (DGB), mientras que en la Alemania oriental operó la Federación Alemana de Sindicatos Libres (FDGB).

## Estructura organizativa

Emblema del KdF.

Las dos principales organizaciones que componían el DAF eran:
- Nationalsozialistische Betriebszellenorganisation (NSBO);[14]
- Nationalsozialistische Handels- und Gewerbeorganisation (NSHAGO);

También se llegaron a constituir otras sub-organizaciones relacionadas o dependientes del DAF:
- Kraft durch Freude (KdF; "Fuerza a través de la alegría");
- NS-Frauenschaft (NSF; "Liga Nacionalsocialista de Mujeres");
- Reichsarbeitsdienst (RAD; "Servicio Alemán de Trabajo");
- Schönheit der Arbeit (SdA; "Belleza del trabajo");